# Ernst Jahn (Politiker, 1877)
Wilhelm Ernst Jahn (* 27. November 1877 in Burgk; † 24. März 1955 in München) war ein deutscher Richter und liberaler Politiker.

## Leben
Jahn war der Sohn des Landrentenbankdirektors und Kommissionsrats in Greiz Walther Jahn und dessen Ehefrau Lina geborene Rausch. Er war evangelisch-lutherischer Konfession und heiratete am 16. Oktober 1909 in Chemnitz Selma Elisabeth Liebold (* 2. Dezember 1886 in Quingenberg bei Zeulenroda), die Tochter des Besitzers der Büchersmühle in Quingenberg Ernst Ferdinand Liebold.
Jahn besuchte das Gymnasium in Greiz und studierte Staats- und Rechtswissenschaften und Politikwissenschaft in Tübingen, München, Jena und Leipzig. Er schloss das Studium mit der Promotion zum Dr. jur. ab. Von 1901 bis 1906 war er Referendar, bevor er das zweite Staatsexamen ablegte und Gerichtsassessor wurde. Zum 9. Januar 1907 wurde er Assessor am Amtsgericht Zeulenroda. 1908 bis 1909 war er Amtsrichter am Amtsgericht Greiz, wobei er kommissarisch weiter Dienst in Zeulenroda leistete. Vom 1. Oktober 1909 bis zum 5. September 1921 war er 1. Bürgermeister in Zeulenroda (seit 1919 war die Amtsbezeichnung Oberbürgermeister). Zum 24. Januar 1921 wurde er als Ministerialdirektor an das thüringische Innenministerium berufen. Da sich die Neubesetzung der Oberbürgermeisterstelle verzögerte, war er zunächst nur von Montag bis Donnerstag im Ministerium in Weimar und amtierte Freitag und Samstag als Oberbürgermeister.
Ab dem 3. Juni 1912 war er Mitglied des Greizer Landtags. Daneben war er ab dem 19. Februar 1919 Mitglied des Gemeinsamen Landtages beider reußischer Staaten (ab April 1919 Volksstaat Reuß) bzw. der nach der Gründung des Landes Thüringen aus diesem Landtag hervorgegangenen, 1921 verkleinerten und schließlich zum 31. März 1923 aufgelösten Gebietsvertretung Gera-Greiz. Nachdem er verzogen war, schied er am 31. März 1922 aus der Gebietsvertretung aus. Nachrückerin wurde Else Heuwold. 1919 bis 1921 war er Vizepräsident der Landtags. Zwischen dem 16. Dezember 1919 und dem 20. Juli 1920 war er Mitglied im Volksrat von Thüringen.

## Auszeichnungen
- Fürstliches Verdienstkreuz III. Klasse (1910)
- Königlich Preußische Rote-Kreuz-Medaille III. Klasse (1916)
- Ritterkreuz I. Klasse des königlich-sächsischen Albrechts-Ordens (1918)